# 彼得蘭 (明尼蘇達州)
彼得蘭（英語：Petran）是位於美國明尼蘇達州弗里伯恩縣海沃德鎮區的一個非建制地區。

## 地理
彼得蘭所處的海拔為高於海平面382米（即1253英呎），而該地所採用的時區為UTC-6，即北美中部時區（CST）。同時該地設有夏令時間，為UTC-6調快一小時，即UTC-5（CDT）。